# Strychnos ignatii
Espèce
Classification phylogénétique
Strychnos ignatii est une espèce de petits arbustes de la famille des Loganiacées, originaire des Philippines. Elle était anciennement appelée Ignatia amara.
Sa graine est appelée « fève de Saint-Ignace ».
La graine de cette plante contient deux alcaloïdes la strychnine et la brucine.

## Étymologie

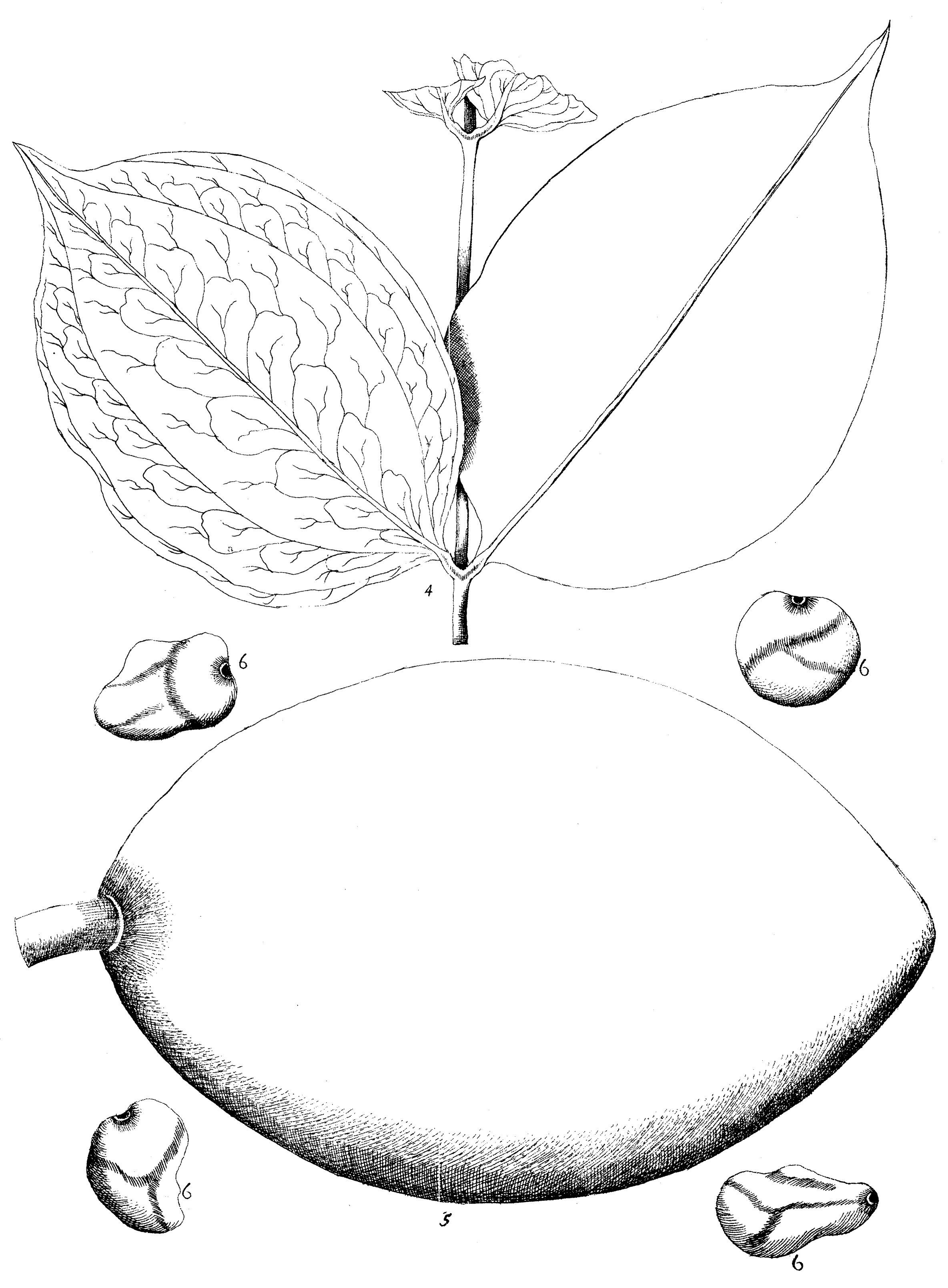
La strychnos ignatii telle que dessinée par le frère Kamel

La plante, et surtout son fruit, furent appelés ‘Ignatii’ par Georges Kamel, frère jésuite morave, missionnaire et botaniste (apothicaire) aux Philippines, en hommage à saint Ignace de Loyola, fondateur de l’Ordre religieux auquel il appartenait. Aux Philippines la plante est connue sous les noms de ‘aguwason’, ‘dankkagi ‘(en langue bisaya) or ‘igasud’ (en langue cebuano).